# Malgasia longipes
Malgasia longipes is een rechtvleugelig insect uit de familie Mogoplistidae. De wetenschappelijke naam van deze soort is voor het eerst geldig gepubliceerd in 1948 door Lucien Chopard.